# Lîpovenke, Holovanivsk
Lîpovenke (în ucraineană Липовеньке) este localitatea de reședință a comunei Lîpovenke din raionul Holovanivsk, regiunea Kirovohrad, Ucraina.

## Demografie
Componența lingvistică a localității Lîpovenke
     Ucraineană (97,14%)
     Rusă (1,63%)
     Alte limbi (0,68%)
Conform recensământului din 2001, majoritatea populației localității Lîpovenke era vorbitoare de ucraineană (97,14%), existând în minoritate și vorbitori de rusă (1,63%).

## Legături externe
- pl Lipoweńkie în Dicționarul geografic al Regatului Poloniei și al altor țări slave, volum V (Kutowa Wola — Malczyce) anul 1884